# Lejontornet

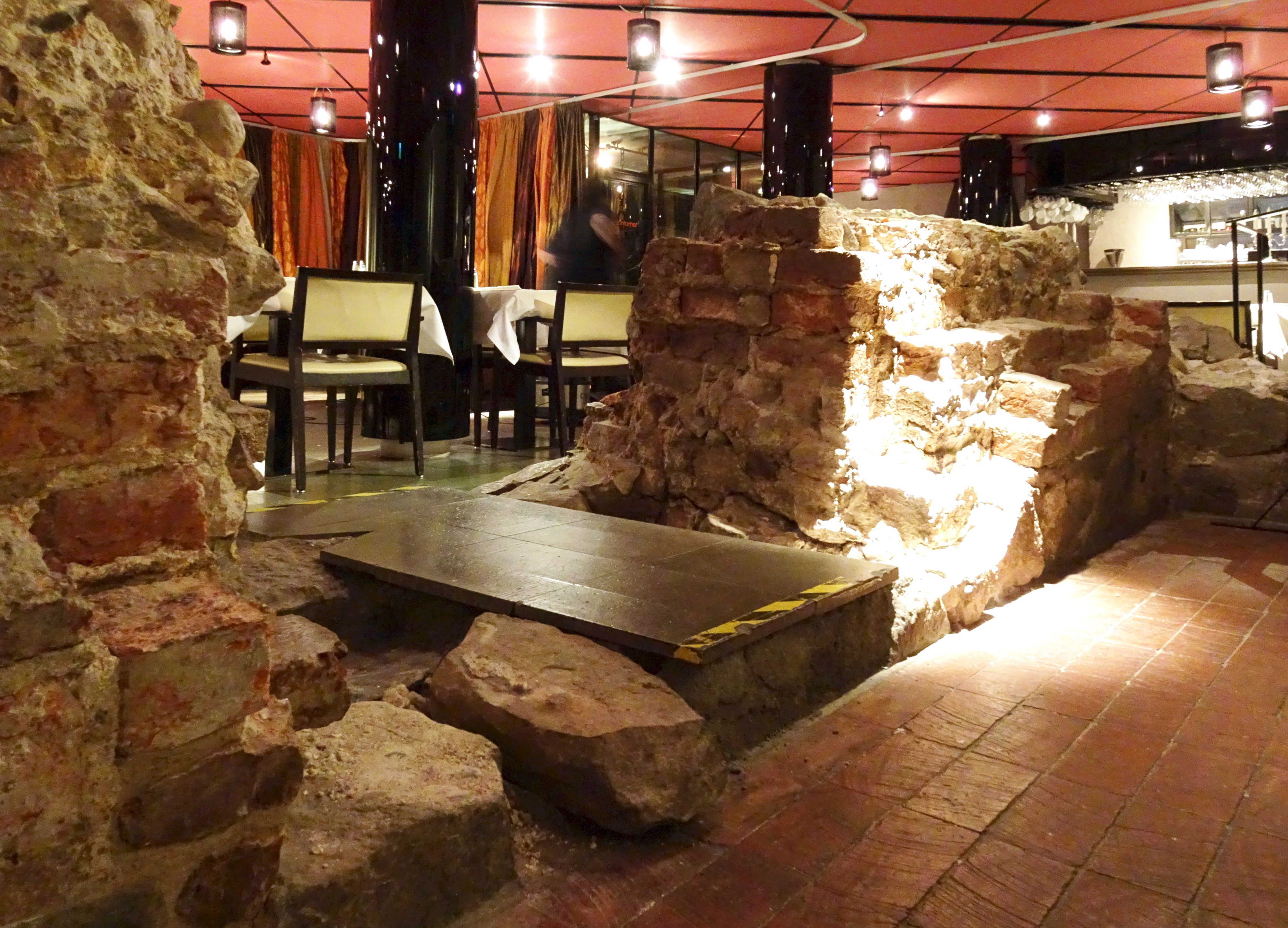
Tornets inre södra hörn samt portöppningen, maj 2016.

Lejontornet (även Leijontornet, Stora Tornet eller Vita Tornet) var ett försvarstorn i nuvarande kvarteret Tritonia i Gamla stan, Stockholm. Tornet ingick i den yttre stadsmuren i Stockholm som anlades i slutet av 1300- och början av 1400-talet. Tornet revs på 1640-talet då nuvarande hus uppfördes. Dess existens kunde bekräftas 1984 i samband med arkeologiska utgrävningar i kvarteret.

## Bakgrund

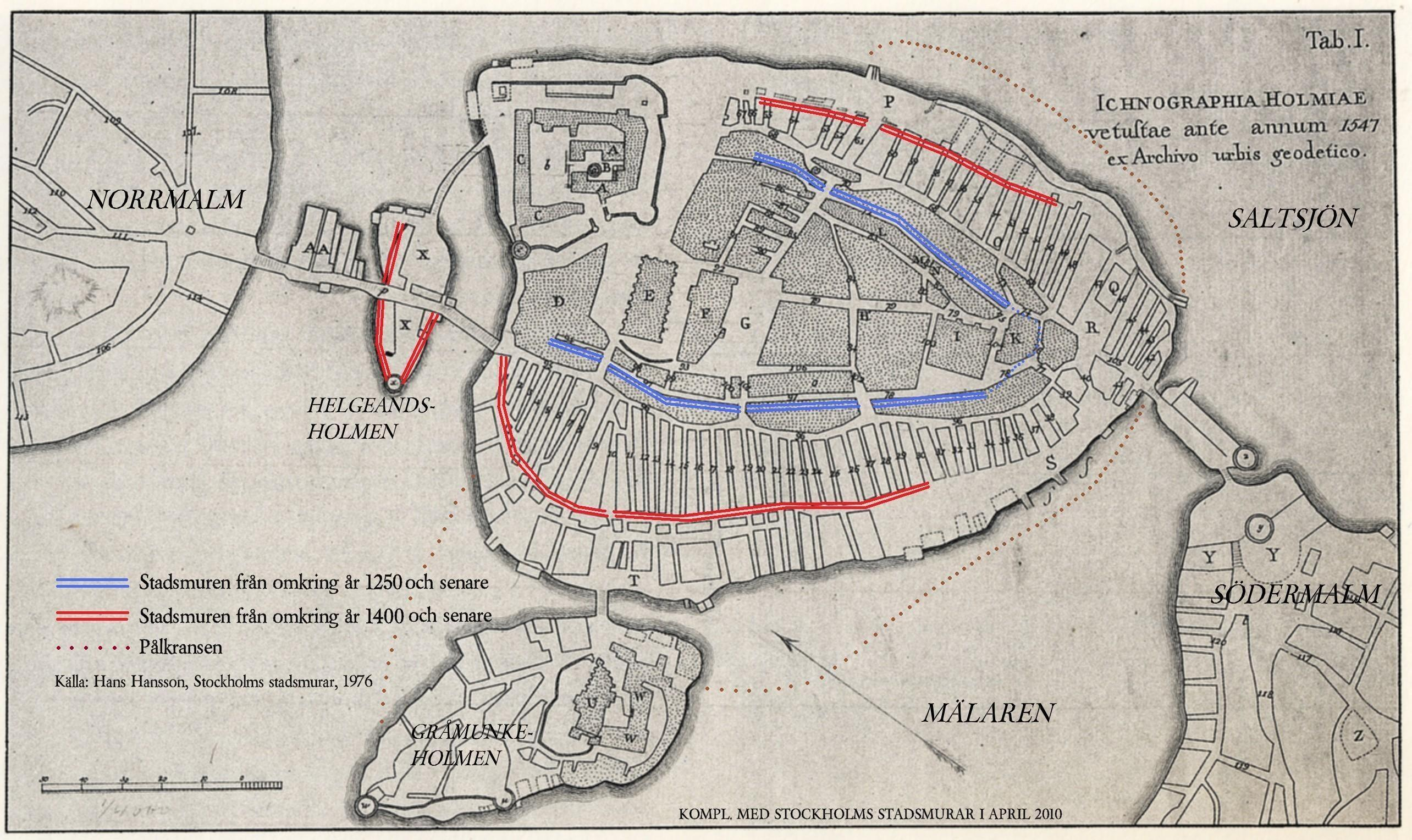
Stockholms båda stadsmurar inritade i en karta över staden på 1500-talets mitt. Blå linje avser den äldre, inre stadsmuren. Röd linje avser den nyare, yttre stadsmuren.

Stockholms yttre stadsmur uppfördes i etapper och ersatte så småningom stadens äldsta, inre stadsmur från 1200-talet. Redan på 1300-talet byggdes en ny försvarsmur på Stadsholmens nordvästra del. Den yttre västra muren sträckte sig i en båge från dagens Mynttorget, längs med östra sidan av dagens Lilla Nygatan ner till Kornhamnstorg och vidare till Söderport. Omkring 1420 börjar muren skriftligt omnämnas i dokument och kallas där Nya muren eller Strandmuren västantill. 
Stockholms yngre stadsmur hade ett 20-tal torn, förutom tornen på Helgeandsholmen och Gråmunkeholmen. Några var porttorn, som Inre Norretorn (vid dagens Mynttorget), Gråmunketorn (i höjd med dagens Stora Gråmunkegränd), Inre Södertorn (där dagens Slussplan ligger) och Skultatornet (i dagens Drakens gränd). Däremellan fanns många försvarstorn, där inte alla är namngivna. Några har undersökts vid olika utgrävningar, exempelvis ett torn som låg vid Kolmätargränd i kvarteret Cephalus. Längs västsidans mur fanns dessutom Pulvertornet (eller Kruttornet) och Bocktornet.

## Tornet

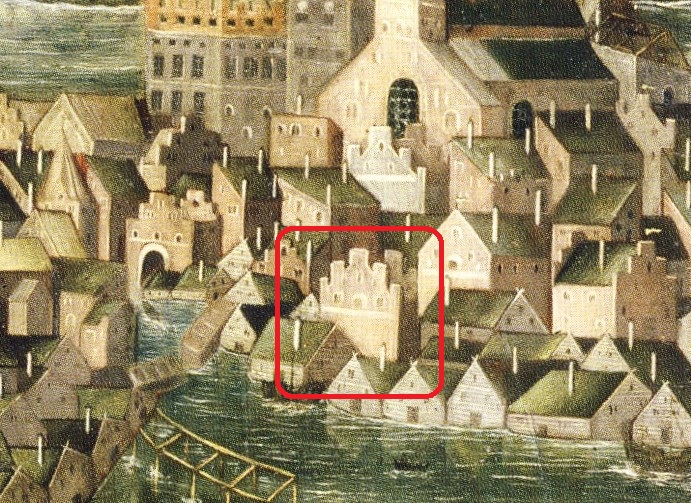
Lejontornet på Vädersolstavlan 1535.

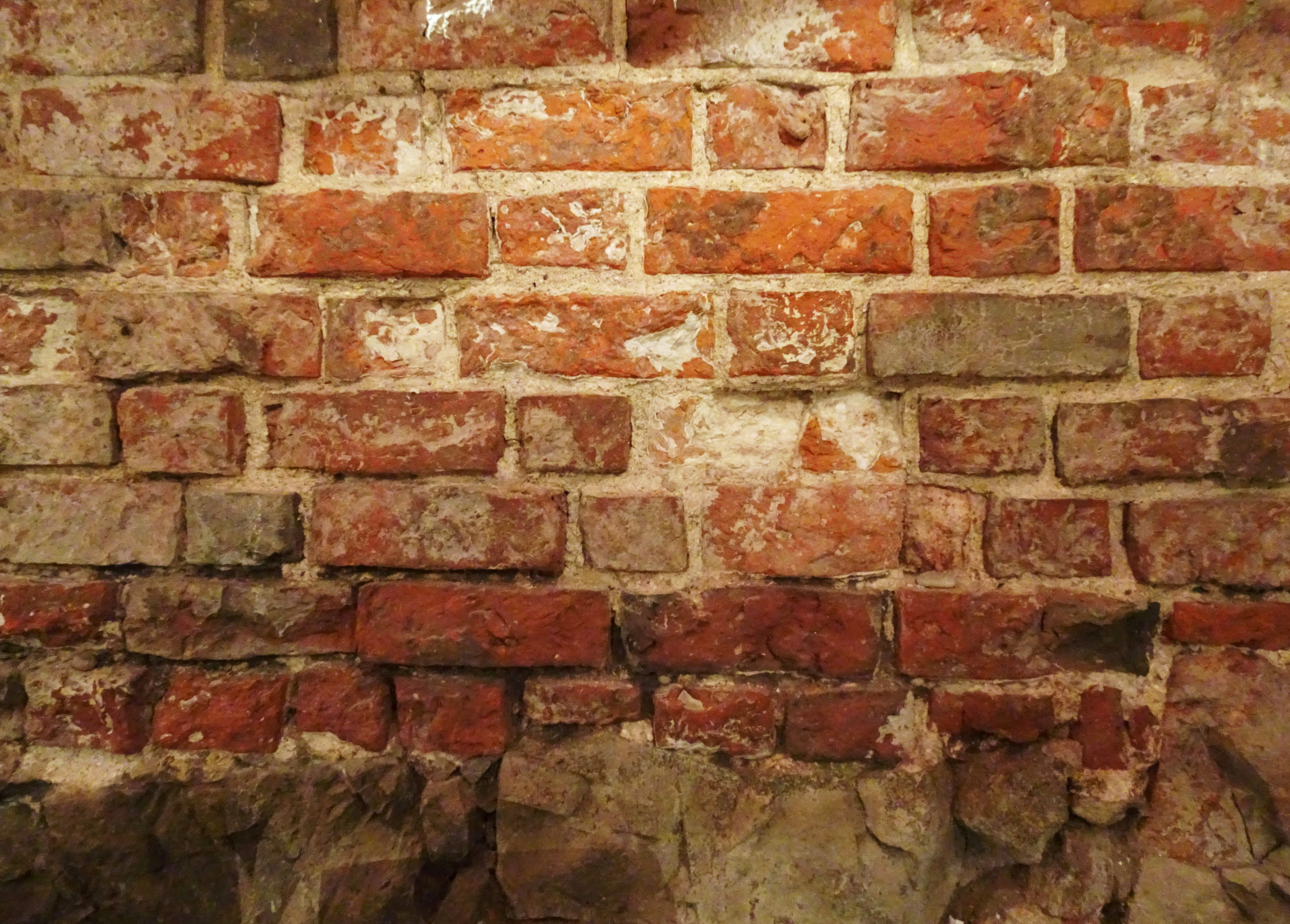
Lejontornets medeltida murningsteknik.

Längst västerut, mot Mälaren låg Lilla Tornet och Stora Tornet (det senare även kallat Lejontornet eller Leijontornet). Arkeologer hade länge förmodat att rester efter tornet borde finnas under marken i kvarteret Tritonia, närmare bestämt på gården av huset med adress Lilla Nygatan 5 i hörnet Yxsmedsgränd. I samband med ombyggnadsarbeten i denna fastighet 1984–1985, då gårdsnivån skulle sänkas med fem meter, gavs den unika möjligheten till en större utgrävning i detta område. Utgrävningsresultatet visade även att Lejontornet och västra stadsmuren låg längre österut än tidigare förmodat.
En dendrokronologisk undersökning (tidsbestämning med hjälp av årsringar) visade att virket till grundläggningspålarna för Lejontornet avverkats vintern 1382/1383. Tornet hade en kvadratisk planform med måtten 8x8 meter. Grunden hade en tjocklek av 1,5 meter och var utförd med ett skal av stora, utvalda gråstenar kring en fyllning av murbruk och småsten. Till förstärkningen av grunden lades halva kvarnstenar under byggnadens hörn. Ovanpå det restes sedan själva tornet i murtegel. Bottenvåningen var belagd med tegel i en lägre, äldre och en högre, yngre nivå. Som mest är tornet bevarat till en höjd av drygt två meter.
Tornets totala höjd går inte längre att avgöra idag, men på Vädersolstavlan från 1525 syns Lejontornet bakom sjöbodarna och framför Storkyrkan. Den visas där med en hög trappgavel försedd med skottgluggar bakom vilka skytteloftet löpte. Ingången låg på sidan mot staden, medan Mälarsidan var sluten. Av fynden kunde arkeologerna sluta att tornet var uppfört i olika typer av medeltida murningsteknik. De undre skiften var lagda i vendiskt förband och de övre i munkförband. Kring portöppningen fanns rundat formtegel.
Invid tornet påträffades murgatan eller allmänningen, som löpte parallellt med murens insida. Här fann arkeologerna även stenläggningen av två anslutande gränder, som är resterna efter Sven Vintappares gränd och Didrik Ficks gränd. Båda gränder har sin förlängning österut kvar än idag och sträcker sig mellan Västerlånggatan och Stora Nygatan. Framför tornets sida mot staden låg ett trähus, förmodligen ägt av skomakaren Mattis Finne. I norr påträffades även cirka fem meter av stadsmurens gråstensfundament. Fynd av en spjutspets och kanonkulor av sten visar att Lejontornet har varit aktiv i Stockholms fasta försvar.
Utgrävningarna från 1984 visade även att tornet hade utsatts för kraftiga sättningar på grund av den dåliga marken som består av flera avfallslager. Mellan tornets östra och västra sida uppmättes en nivåskillnad på drygt 30 centimeter. Exempelvis hade kvarnstenarna, som ingått i grunden, pressats ut och upp på högkant och hamnade strax utanför grundmuren. I stadens räkenskaper framgår att flera torn måste rivas för att sedan återuppbyggas, möjligtvis på grund av sättningar. Även Lejontornet kan ha drabbats av rivning och återuppbyggnad. 1604 dokumenteras att det behövdes 40 dagsverken att riva det "gamla stadstornet västantill nedanför Bertil Skeppares gränd" (nuvarande  Didrik Ficks gränd). Påföljande år meddelas att många dagsverken lades ner för att bygga upp tornet igen.

## Tornets vidare öden

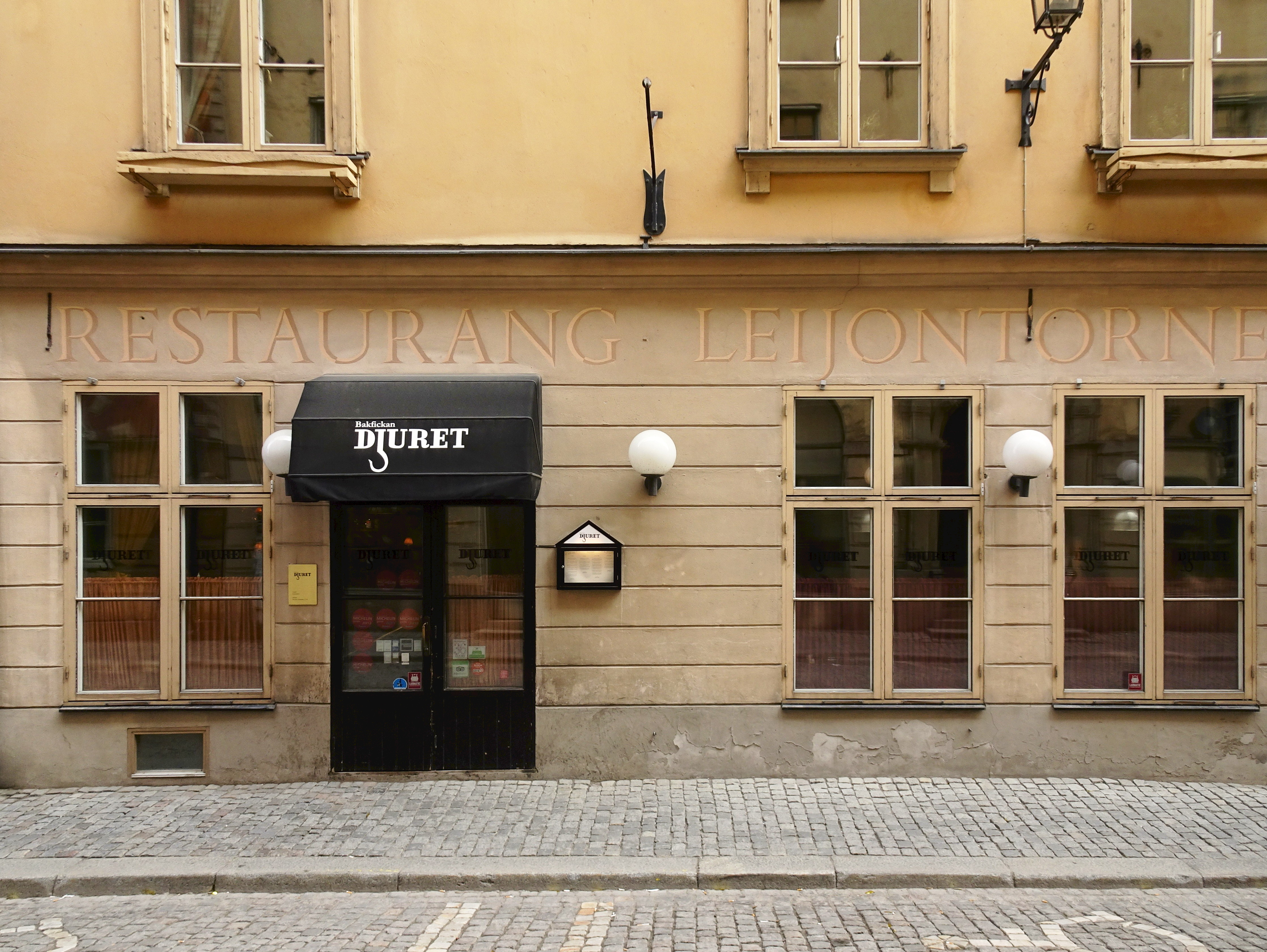
Restaurang Leijontornet, 2016.

Muren och tornen mot Mälaren började rivas på 1630-talet. Här hade en brandkatastrof, som kallades den "stora vådelden", år 1625 utraderat sydvästra delen av Stadsholmen och det blev startskottet för Stockholms första stora gatureglering. Istället för små gränder och långsmala kvarter där elden lätt kunde sprida sig skapades, med renässansens stadsplaneringsideal som förebild, stora likformiga kvarter bebyggda med stenhus (se Stadsplanering i Gamla stan).
År 1642 förvärvades den nybildade tomten i dagens kvarter Tritonia av kyrkoherden Olof Laurelius. Då fanns Lejontornet fortfarande kvar. Av köpehandlingarna framgår bland annat att han fick ”såsom en del av tomten ett stadens gammalt torn […] som undanröjas och tagas måste”.  I gengäld fick Laurelius använda tornets murtegel ”till någon hjälp uti sin byggnad”.  År 1647 stod huset färdigt, samma hus som finns där fortfarande idag, dock i ombyggt skick.
Fyndet av Lejontornet blev en arkeologisk attraktion. Tornet gav sedan namn åt den numera nedlagda Restaurang Leijontornet. En del av tornets grundkonstruktion bevarades i restaurangens matsal och kan fortfarande beses i Hotel Victorys frukost- och konferensmatsal, Lilla Nygatan 5. Vid sidan om delar av Stockholms norra stadsmur som finns i Medeltidsmuseet är Lejontornets fundament de enda synliga resterna efter Stockholms yttre stadsmur.

## Nutida bilder

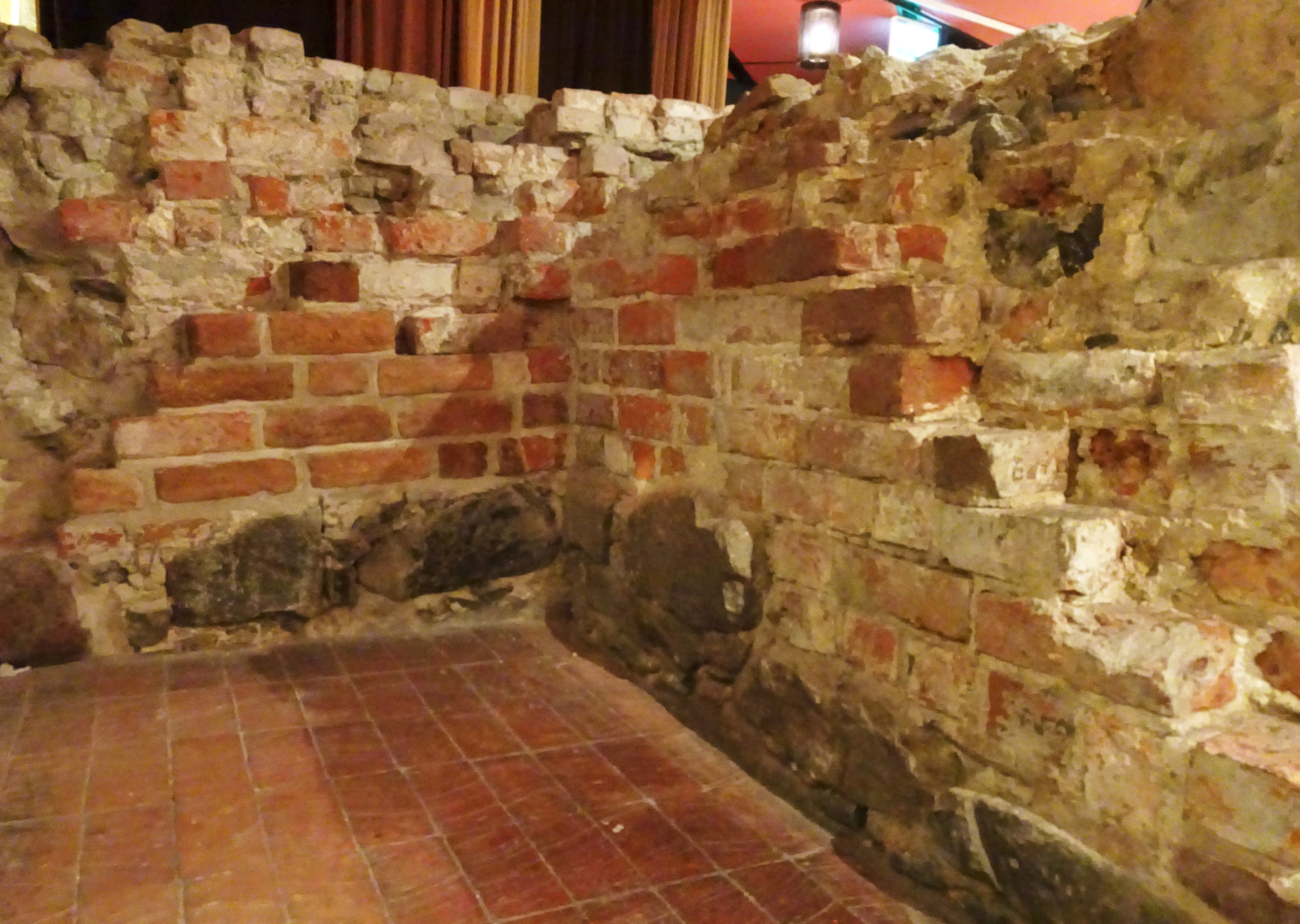
Tornets inre norra hörn
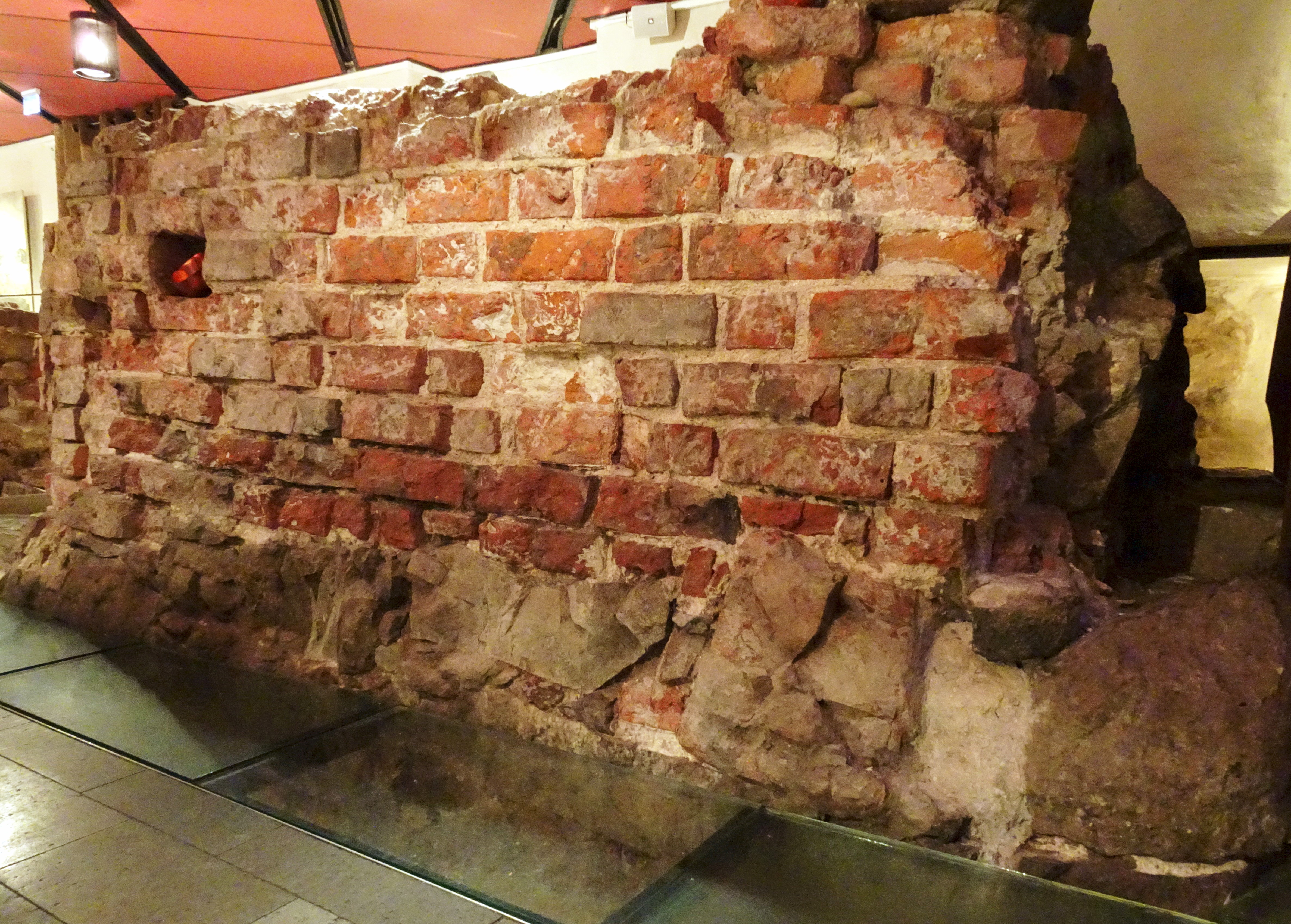
Tornets yttre sida till vänster om portöppningen
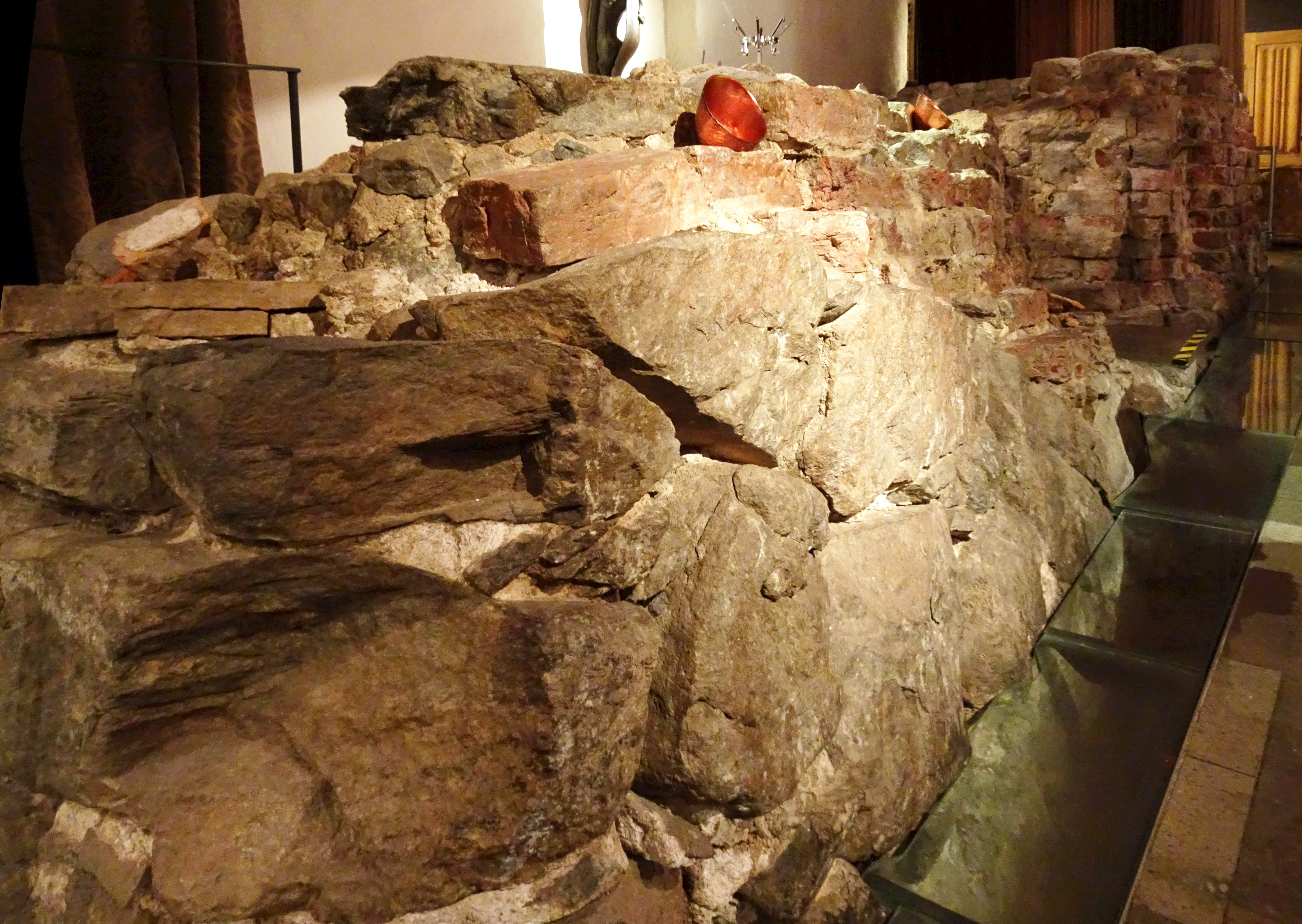
Tornets sida mot staden, vy mot norr
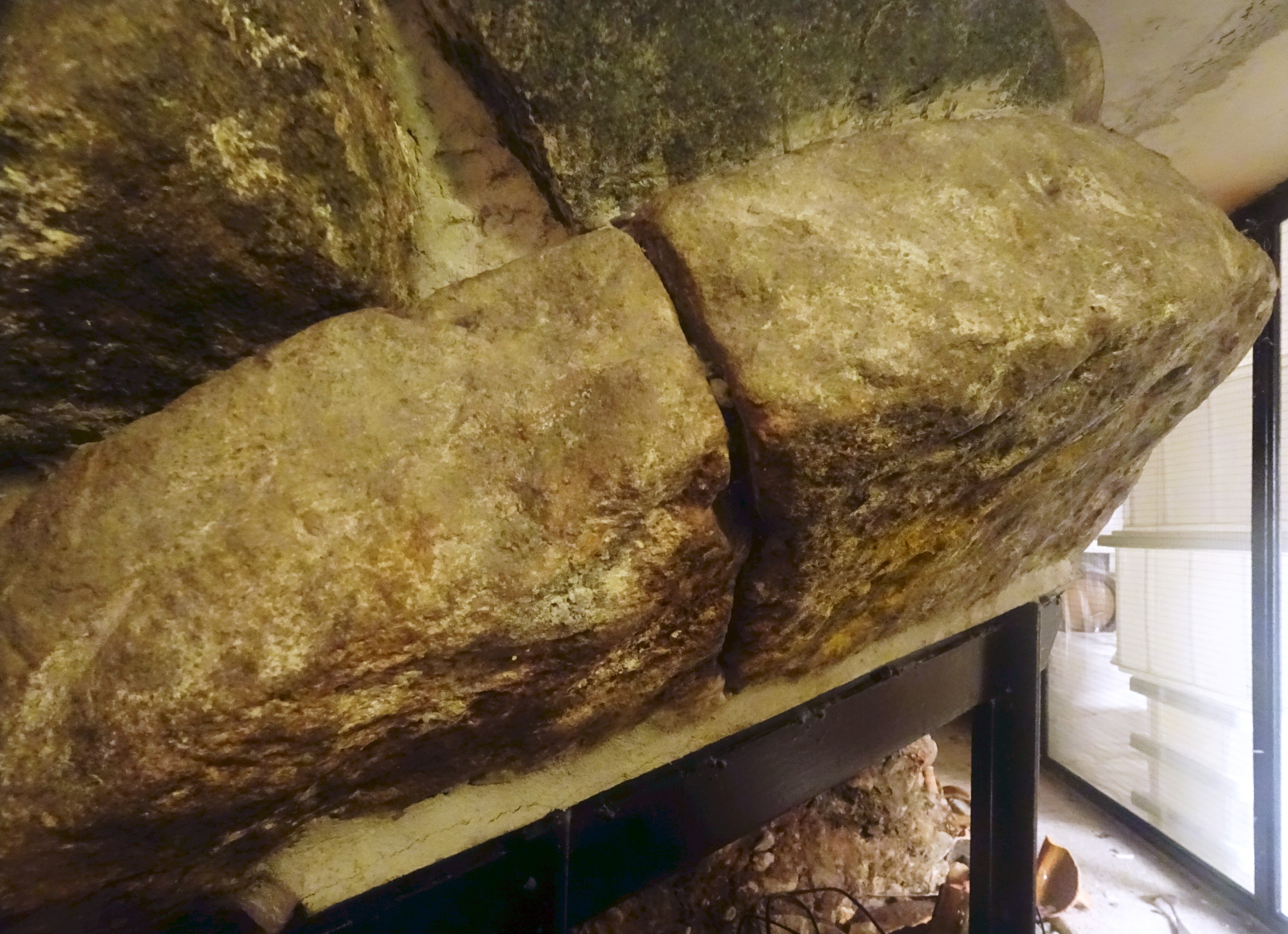
Uppvikt kvarnsten under tornets norra hörn
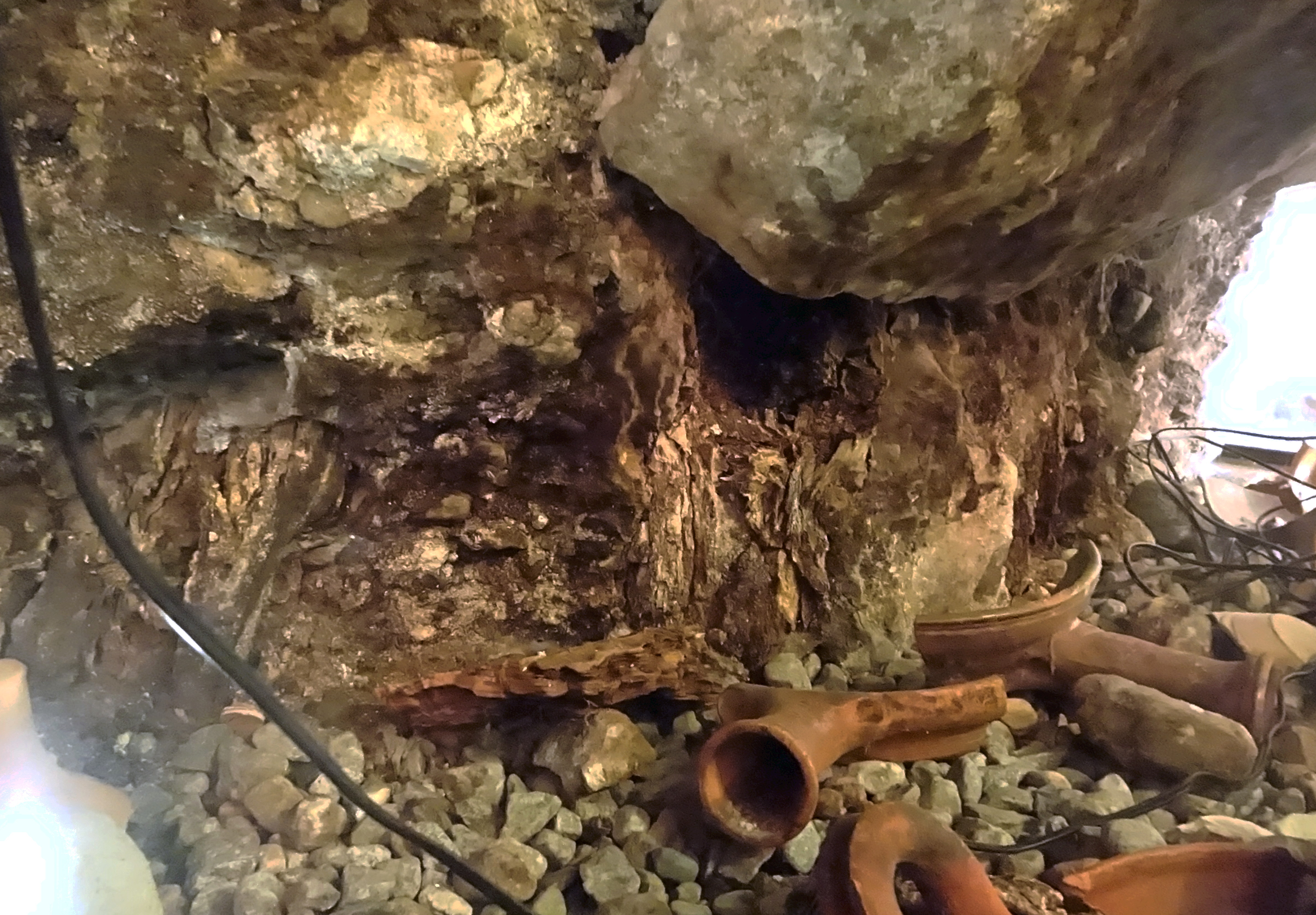
Rester efter pålningen och översta avfallslagret